# Richard K. Morgan
Richard K. Morgan (n. 24 septembrie 1965, Londra, Anglia, Regatul Unit) este un scriitor britanic de science fiction și fantasy.

### Romane cu Takeshi Kovacs
- Altered Carbon (2002) ISBN: 0-575-07390-X (ecranizat în 2017 ca un serial TV omonim). Romanul are loc într-un viitor în care călătoria interstelară are loc prin transferarea conștiinței între corpuri ("recipiente") și îl prezintă pe Takeshi Kovacs, un fost soldat U.N. de elită, care a devenit detectiv privat în încercarea de a investiga moartea unui om bogat. Acesta l-a angajat pe Kovacs după ce a fost ucis 
  - ro.: Carbon modificat, Editura Tritonic, Colecția SFFH, 2008, traducere în limba română de Roxana Brînceanu
- Broken Angels (2003) ISBN: 0-575-07550-3
  - ro.: Portalul îngerilor, Ed. Paladin 2019, traducere de Petru Iamandi
- Woken Furies (2005) ISBN: 0-575-07325-X

### A Land Fit For Heroes
- The Steel Remains (2008) ISBN: 0-575-07792-1[12]
- The Cold Commands (2011) ISBN: 0-575-07793-X
- The Dark Defiles (2014) ISBN: 0575088605 [11]

### Alte  romane
- Market Forces (2004) ISBN: 0-575-07584-8
- Black Man (2007) ISBN: 0-575-07513-9 (cunoscut ca  Thirteen ori Th1rte3n în SUA ISBN: 0-345-48525-4)
  - ro.: Omul negru, Ed. Paladin 2019, traducere de Roxana Brînceanu

### Romane grafice
- Black Widow: Homecoming (2005) ISBN: 0-7851-1493-9
- Black Widow: The Things They Say About Her (2006) ISBN: 0-7851-1768-7

### Jocuri video
- Crysis 2 (2011)
- Syndicate (2012)
- A Land Fit For Heroes (2015)